# Старотаражский сельский совет
Старотаражский сельский совет (укр. Старотаразька сільська рада) — входит в состав Кременецкого района Тернопольской области Украины. Административный центр сельского совета находится в селе Старый Тараж. На территории сельского совета расположен ландшафтный заказник Вильшанки.

## Населённые пункты совета
- с. Старый Тараж
- с. Комарин